# 1839 في الولايات المتحدة
فيما يلي قوائم الأحداث التي وقعت خلال عام 1839 في الولايات المتحدة.

## سياسة

### تعيين في المنصب
- 1 يناير – ويليام سيوارد حاكم نيويورك [الإنجليزية]‏.
- 4 فبراير – جون سي سبنسر Secretary of State of New York [الإنجليزية]‏.
- 4 مارس – ناثان كليفورد عضو مجلس النواب الأمريكي.
- 2 مايو – صمويل وارد كينغ حاكم رود آيلاند [الإنجليزية]‏.
- 27 أغسطس – تشارلز ويكليف حاكم كنتاكي [الإنجليزية]‏.
- 14 أكتوبر – جيمس بوك حاكم تينيسي [الإنجليزية]‏.

### انتهاء فترة المنصب
- 3 مارس – إسحاق توكي عضو مجلس النواب الأمريكي.
- 3 مارس – جورج الويلزي أوينز عضو مجلس النواب الأمريكي.
- 4 مارس – توماس موريس عضو مجلس الشيوخ الأمريكي.
- 4 مارس – جيمس بوك عضو مجلس النواب الأمريكي، الناطق باسم مجلس النواب الأمريكي.
- 4 مارس – هيو لاغري عضو مجلس النواب الأمريكي.

## مواليد

### فبراير
- 11 فبراير – ألمون براون ستراوغر مخترع من الولايات المتحدة الأمريكية.
- 11 فبراير – جوزيه غيبس
- 15 فبراير – توماس أم. والر سياسي أمريكي.
- 25 فبراير – الياس كار سياسي أمريكي.

### مارس
- 8 مارس – جيمس كرافتس كيميائي أمريكي.

### يوليو
- 8 يوليو – جون دافيسون روكفلر

### أغسطس
- 8 أغسطس – نيلسون أبليتون مايلز ضابط من الولايات المتحدة الأمريكية.

### سبتمبر
- 2 سبتمبر – هنري جورج عالم اقتصاد أمريكي.
- 10 سبتمبر – شارل ساندرز بيرس

### ديسمبر
- 5 ديسمبر – جورج أرمسترونغ كاستر ضابط من الولايات المتحدة الأمريكية.
- 12 ديسمبر – كارولين إنغلز

## وفيات

### يناير
- 26 يناير – ستيفن فان رينسيلار (مواليد 1764) سياسي من الولايات المتحدة الأمريكية.

### أبريل
- 1 أبريل – بنيامين بيرس (مواليد 1757) سياسي من الولايات المتحدة الأمريكية.
- 22 أبريل – صموئيل سميث (مواليد 1752)

### مايو
- 29 مايو – وليام ليغيت (مواليد 1801) كاتب أمريكي.

### يونيو
- 21 يونيو – أوغستين سميث كلايتون (مواليد 1783) سياسي أمريكي.

### أكتوبر
- 19 أكتوبر – تشونسي فوروارد (مواليد 1793) سياسي أمريكي.